# Де лос Кобос, Карлос
Карлос де лос Кобос Мартинес (исп. Carlos de los Cobos Martínez; родился 10 декабря 1958 года в Матаморосе, Мексика) — мексиканский футболист, полузащитник известный по выступлениям за клубы «Америка», «Монтеррей» и сборной Мексики. Участник Чемпионата мира 1986 года. С 1993 года работает тренером.

## Клубная карьера
Де лос Кобос воспитанник клуба «Керетаро». В 17-летнем возрасте он дебютировал в мексиканской Примере. В 1979 году Карлос перешёл в столичную «Америку». С новым клубом он стал чемпионом Мексики. В 1984 году де лос Кобос покинул столицу и без особого успеха выступал за «Некаксу» и «Кобрас». В 1987 году Карлос вернулся в «Америку» и ещё два раза выиграл Примеру и дважды завоевал трофей Чемпион чемпионов.
В 1989 году он перешёл в «Монтеррей». В 1991 году Карлос стал обладателем Кубка Мексики в составе новой команды. В том же году де лос Кобос вернулся в «Керетаро», но уже через год вновь пополнил ряды «Монтеррея». На этот раз он помог клубу завоевать Кубок чемпионов КОНКАКАФ. В 1993 году Карлос в третий раз перешёл в «Керетаро», где и завершил карьеру.

## Карьера в сборной
В 1983 году де лос Кобос дебютировал за сборную Мексики.
В 1986 году Карлос попал в заявку сборной на участие в домашнем Чемпионате мира. На турнире он сыграл в поединках против сборных Болгарии, Ирака и ФРГ.

## Достижения
- Чемпион Мексики (3): 1983/84, 1987/88, 1988/89
- Обладатель трофея Чемпион чемпионов (2): 1988, 1989
- Обладатель Кубка Мексики (1): 1991
- Обладатель Кубка чемпионов КОНКАКАФ (1): 1987